# Mapleton (Utah)
Mapleton je město v okresu Utah County ve státě Utah ve Spojených státech amerických. V roce 2020 zde žilo 11 365 obyvatel a s celkovou rozlohou 32,6 km² byla hustota zalidnění 348,9 obyvatel na km². Na severu sousedí s městem Springville.